# آگوستین ۱۷۴۹۶
سیارک ۱۷۴۹۶ (به انگلیسی: 17496 Augustinus، نامگذاری:1992DM2) هفده هزار و چهارصد و نود و ششمین سیارک کشف شده‌است که در ۲۹ فوریه ۱۹۹۲ کشف شد.
قدر مطلق سیارک برابر ۱۰.۲ است.